# Aremberg

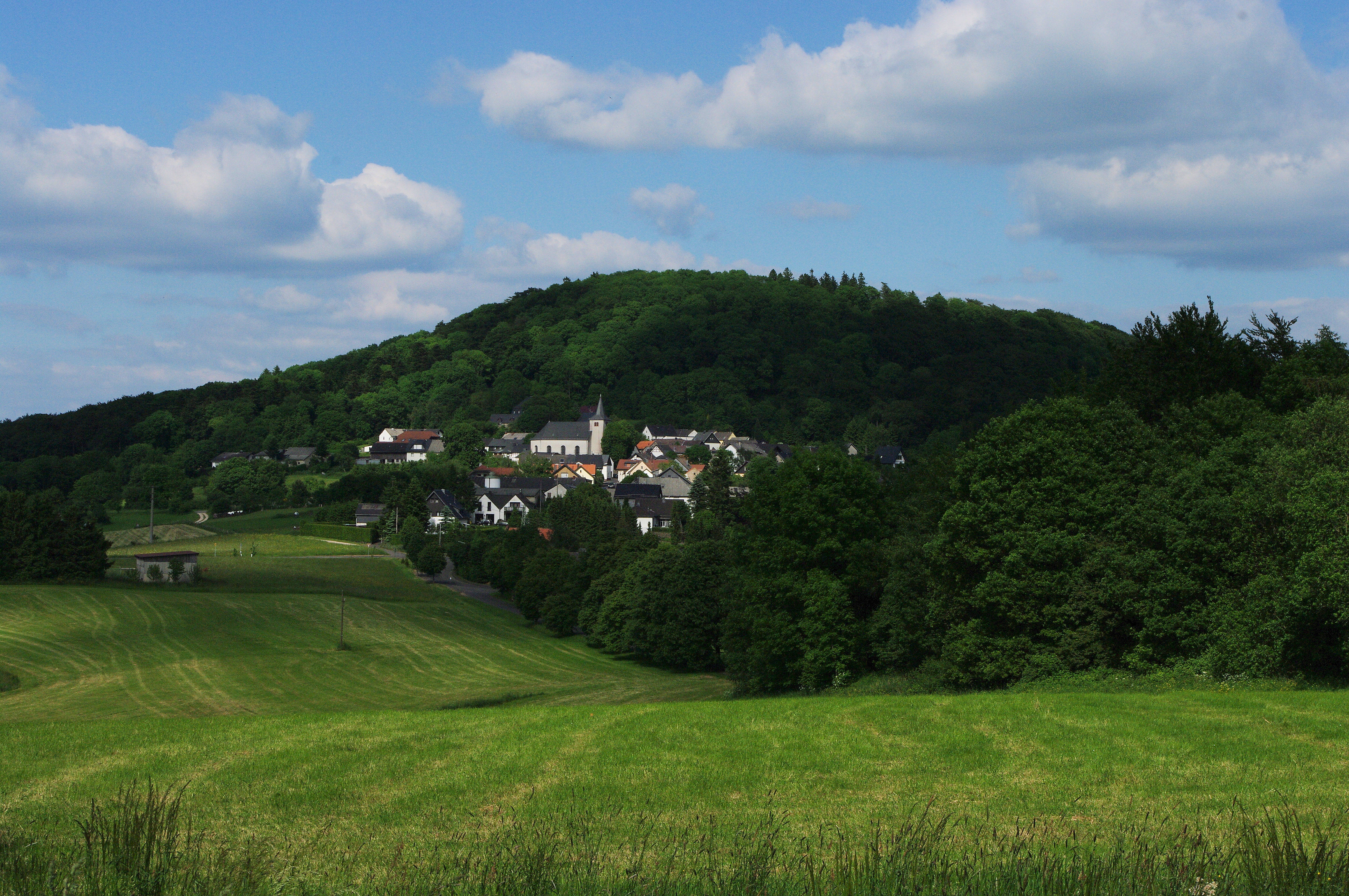
Blick auf Aremberg und den Vulkankegel Aremberg vom Sportplatz des Schullandheimes

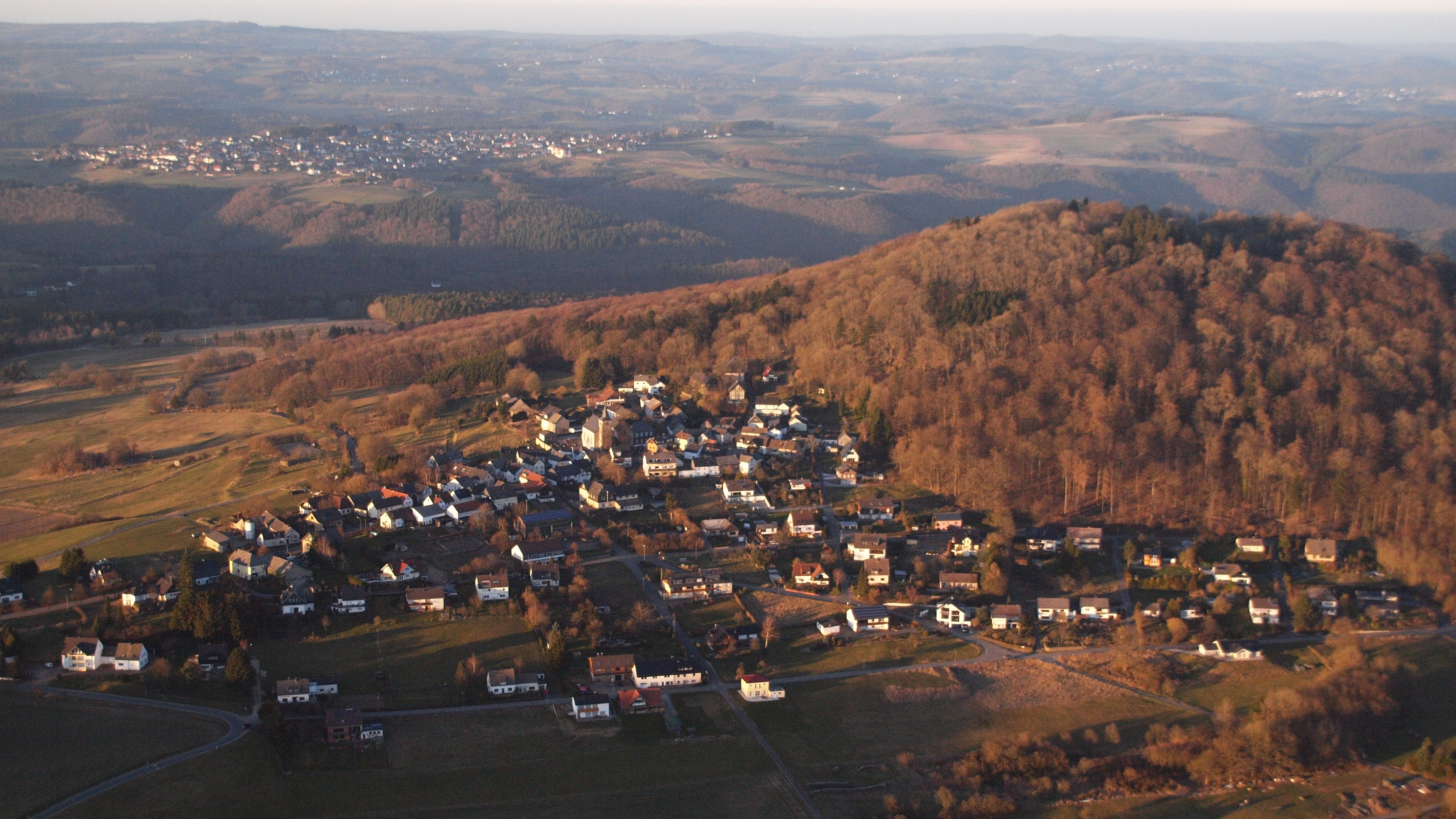
Aremberg, Luftaufnahme 2014

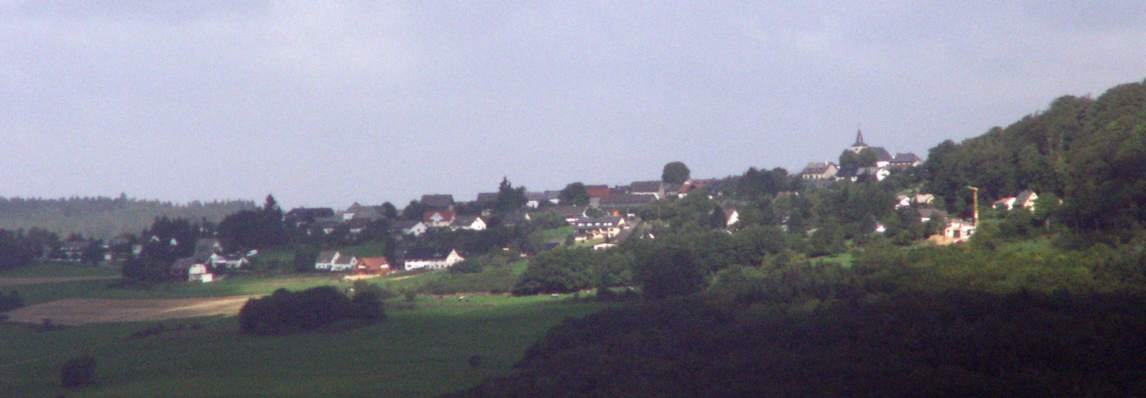
Aremberg am Aremberg etwa aus Richtung Barweiler bzw. Süd-Südosten betrachtet

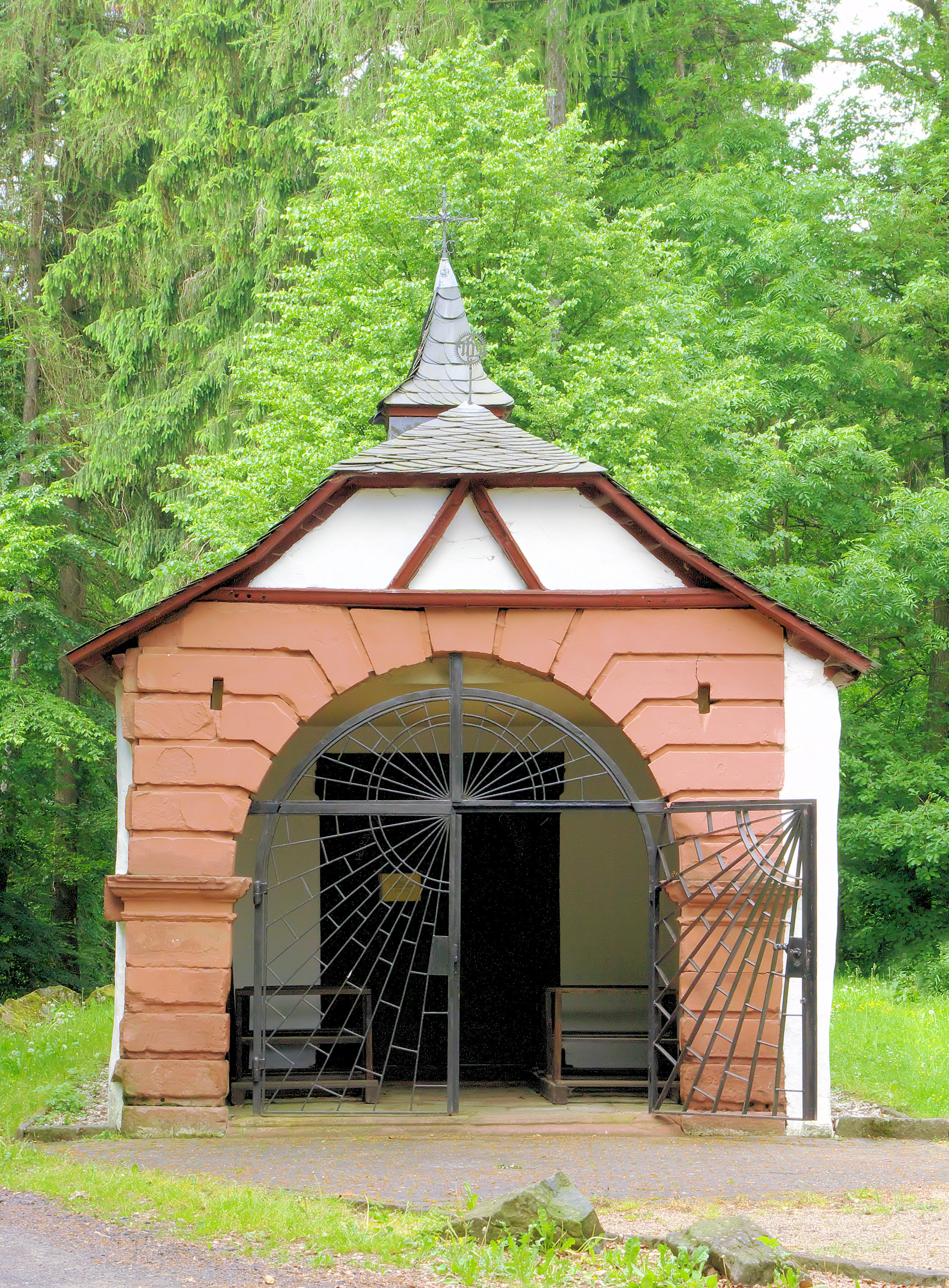
Schutzengelkapelle

Aremberg ist eine Ortsgemeinde im Landkreis Ahrweiler in Rheinland-Pfalz. Sie gehört der Verbandsgemeinde Adenau an.

## Geographie
Aremberg liegt innerhalb des Ahrgebirges (Ahreifel) rund 9,5 km (Luftlinie) westnordwestlich von Adenau auf der Südwestflanke des 623 m ü. NHN hohen Arembergs zwischen 510 und 560 m ü. NHN. Zu Aremberg gehören die Wohnplätze Forsthaus Gierscheid, Landgut Kapellenberg und Lenzenhof.

## Geschichte
Die erste urkundliche Erwähnung eines „Henricus von Arberg“ war im Jahr 1166.
Die Entwicklung der Einwohnerzahl, die Werte von 1871 bis 1987 beruhen auf Volkszählungen:
| Jahr | Einwohner |
| ---- | --------- |
| 1815 | 234       |
| 1835 | 210       |
| 1871 | 221       |
| 1905 | 220       |
| 1939 | 491       |
| 1950 | 286       |
| 1961 | 268       |

| Jahr | Einwohner |
| ---- | --------- |
| 1970 | 265       |
| 1987 | 221       |
| 1997 | 275       |
| 2005 | 249       |
| 2011 | 219       |
| 2017 | 212       |
| 2023 | 208       |

## Politik

### Gemeinderat
Der Gemeinderat in Aremberg besteht aus sechs Ratsmitgliedern, die bei der Kommunalwahl am 9. Juni 2024 in einer Mehrheitswahl gewählt wurden, und dem ehrenamtlichen Ortsbürgermeister als Vorsitzendem.

### Bürgermeister
Thomas Nelles wurde am 2. Juli 2024 Ortsbürgermeister von Aremberg. Da für die Direktwahl am 9. Juni 2024 kein Wahlvorschlag eingereicht wurde, oblag die Neuwahl des Bürgermeisters gemäß rheinland-pfälzischer Gemeindeordnung dem Rat der Gemeinde, der sich auf seiner konstituierenden Sitzung für Nelles entschied.
Der Vorgänger von Thomas Nelles, Alois Schneider, war zuletzt bei der Direktwahl am 26. Mai 2019 mit einem Stimmenanteil von 60,14 % für weitere fünf Jahre in seinem Amt bestätigt worden.

## Infrastruktur
Im Ort gibt es die Gaststätte Zur Burgschänke (ein ehemaliges Schullandheim der Stadt Duisburg), ein Gemeindehaus sowie ein Schullandheim, das vom Ernst-Moritz-Arndt-Gymnasium Bonn und vom Friedrich-Ebert-Gymnasium Bonn in gemeinsamer Trägerschaft unterhalten wird.

## Sehenswürdigkeiten
Zu den Sehenswürdigkeiten zählen die Ruine der Höhenburg Aremberg später Schloss Aremberg, dem Stammsitz der Herzöge von Arenberg, die prunkvoll ausgestaltete katholische Pfarrkirche Sankt Nikolaus. Zu den Sehenswürdigkeiten gehört auch das 130 Hektar große Naturschutzgebiet Aremberg, das 1977 zum Schutz des tertiären Vulkankegels und der Burgruine eingerichtet wurde.

## Schutzengelkapelle
Die Schutzengelkapelle wurde im Jahre 1669 durch die vom Pfarrer Lorenz Sprünker im selben Jahr gegründete Schutzengelbruderschaft erbaut. Der um 1670 entstandene und aus der Schlosskirche in Croy (Belgien) stammende Altar wurde vom ersten Herzog von Arenberg, Philipp-Franz gestiftet. Die Inschrift der Zwischenwand lautet „Ehre Wanderer die Betstelle zum heiligen Schutzengel“. Die Kapelle wurde später durch einen Vorbau erweitert. Die Sandsteinquader des Eingangsbogens stammen vom ehemaligen herzöglichen Schloss, dessen Ruine sich auf dem Aremberg befindet. Auch heute ist die Kapelle noch in Nutzung und kann im Sommer sonntags besucht werden.

## Traditionen
Das Fest der hl. Dreifaltigkeit nimmt in der Geschichte der Pfarrei Aremberg einen besonderen Rang ein. Vor vielen Jahren richteten furchtbare Unwetter großen Schaden in der Nordeifel an. Wie durch ein Wunder blieb die Gemeinde Aremberg davon verschont. Während ringsumher in den Dörfern nachher große Not herrschte, konnten die Aremberger die Armen unterstützen.
Zum Dank für den Schutz Gottes geht am Fest der hl. Dreifaltigkeit nach beendigtem Nachmittagsgottesdienst eine Prozession zur Schutzengelkapelle bis zur Station der Kreuzigung Christi, wo der begleitende Priester eine Brotsegnung vornimmt. Das gesegnete Brot wurde in früheren Jahren unter die Armen verteilt. Die Einrichtung der Dreifaltigkeitsprozession geht wahrscheinlich zurück auf den Gründer der Schutzengelbruderschaft, Pastor Laurentius Sprüncker, von 1663 bis 1720 Pfarrer in Aremberg.
Andere Traditionen:
- Frühlingsfest und Kirmes. Die Junggesellen veranstalten jährlich ein Frühlingsfest und das Kirmeswochenende. An diesen Wochenenden versammeln sich stets zahlreiche Aremberger und Besucher von nah und fern, um gemeinsam mit den Junggesellen in herzlicher Stimmung zu feiern.
- Sankt Martin
- Messdiener-Glühweinverkauf
- Konzerte in der Pfarrkirche

## Freizeit
Aremberg ist Etappenort des im November 2012 eröffneten Ahrsteiges, der von der Quelle der Ahr in Blankenheim bis zur Mündung der Ahr in den Rhein bei Sinzig führt. In Aremberg endet die zweite, am Freilinger See beginnende Etappe von rund 11,3 km Länge. Zugleich beginnt vor Ort die dritte Etappe, die 18,7 km lang ist und bis nach Insul geht. Diese führt über die Schlossruine Aremberg und über den mit 623 m höchsten Punkt des Ahrsteiges.